# Mūlamadhyamakakārikā
El Mūlamadhyamakakārikā(Devanagari: मूलमध्यमककारिका, lit. 'Versos Fundamentales del Camino Medio') es la obra más importante y reconocida del filósofo budista indio Nāgārjuna donde expone su doctrina de la vacuidad. Es el texto fundacional de la Escuela Madhyamaka de la rama budista Mahāyāna. Fue escrito aproximadamente en el año 150 d. C.
En la obra, partiendo del origen dependiente de Buda, Nagarjuna hace uso de argumentos Reductio ad absurdum ("ni uno ni muchos") para demostrar que todo fenómeno está vacío de esencia (svabhava)de manera negativa, sin afirmar como tal a la vacuidad, solo evidenciándola en cada una de las demostraciones. La obra se divide en capítulos a su vez subdivididos en versos considerablemente densos. Es considerado como uno de los textos filosóficos budistas más influyentes y estudiadosHa tenido un inmenso impacto en el desarrollo del pensamiento budista, especialmente en la rama Mahāyāna; el Budismo tibetano y el Budismo de Asia oriental.